# Piotr Burczyński
Piotr Burczyński (ur. 21 czerwca 1947 w Karniszewicach), polski żeglarz lodowy.
Jeden z najbardziej utytułowanych żeglarzy lodowych na świecie. Startował w barwach AZS-u Uniwersytet Warmińsko-Mazurski. Wielokrotny medalista mistrzostw świata i Europy oraz dziesięciokrotny mistrz Polski w klasie DN. W 1979 r. został laureatem Plebiscytu Przeglądu Sportowego na 10 Najlepszych Sportowców Polski.
Odznaczony Krzyżem Kawalerskim Orderu Odrodzenia Polski (2010).
Ojciec Michała.

## Najważniejsze osiągnięcia

### Mistrzostwa Ameryki Północnej
| Rok  | Medal | Kraj              | Miejsce           | Startujących |
| ---- | ----- | ----------------- | ----------------- | ------------ |
| 1979 | Złoto | Stany Zjednoczone | jezioro Champlain |              |